# Otto Pfändler
Otto Pfändler (* 30. Mai 1890 in Flawil; † 24. Januar 1978 in Zürich) war ein Schweizer Politiker (LdU) und Lehrer. Von 1939 bis 1943 gehörte er dem Nationalrat an.

## Biografie
Der Sohn des Stickers Alfred Pfändler und von Bertha (geb. Müller) besuchte nach der obligatorischen Schulzeit das Lehrerseminar in Rorschach. Ab 1910 unterrichtete er als Primarlehrer in Balgach, ab 1918 in St. Gallen. 1914 heiratete er Anna Katharina Müller. Nach drei Jahrzehnten im Schuldienst gab er Ende 1939 den Lehrerberuf auf und übernahm Anfang 1940 die Geschäftsleitung des Landesrings der Unabhängigen in Zürich. 1944 trat er in die Migros ein, worauf er bis zu seiner Pensionierung im Jahr 1958 deren Pensionskasse leitete. In der Schweizer Armee hatte er den Rang eines Oberstleutnants.

## Politik
1939 gehörte Pfändler für kurze Zeit dem St. Galler Kantonsrat an. Bei den Parlamentswahlen im selben Jahr wurde er zum einzigen LdU-Vertreter des Kantons St. Gallen im Nationalrat gewählt. Er war Hauptautor der 1940 eingereichten Volksinitiative «für die Reorganisation des Nationalrates». Sie verlangte die Erhöhung der Vertretungsziffer auf 30'000 Einwohner je Nationalratssitz, die Beschränkung der Amtsdauer auf zwölf Jahre und die Abschaffung der vorgedruckten Kumulationen auf Wahllisten. Ebenso sollten der Beruf und die Verwaltungsratsmandate der Kandidaten amtlich bekanntgegeben werden. Die nur vom LdU unterstützte «Pfändler-Initiative» scheiterte in der Volksabstimmung vom 3. Mai 1942 mit 34,9 % der Stimmen.
Als Gottlieb Duttweiler, der 1940 als Nationalrat zurückgetreten war, am 15. Juni 1943 seine erneute Kandidatur bekanntgab, wandte sich die LdU-Fraktion wegen seines vermuteten «Linkskurses» gegen ihn. Pfändler war der einzige LdU-Nationalrat, der sich explizit dafür aussprach, den Migros-Gründer auf die Wahlliste zu nehmen; der Parteivorstand teilte seine Meinung. Die Delegiertenversammlung bestätigte am 30. September die Kandidatur, worauf es zum Bruch kam und die Dissidenten eine eigene Wahlliste aufstellten. Erneut stellte sich Pfändler auf Duttweilers Seite, verzichtete aber auf eine Kandidatur für die Nationalratswahlen 1943 und zog sich aus der Politik zurück.